# Аборти в Стародавньому Римі
 Поет Овідій переживав за свою кохану, Корінну. Вона зробила аборт, ризикуючи власним життям:

 Плоду, що в лоні вже зрів, позбувшись так нерозважно,

    Зблідла Корінна лежить - бореться смерть із життям.

Рішення те, небезпечний свій намір, ховала від мене;

Гнівом по праву киплю, та переважує страх.

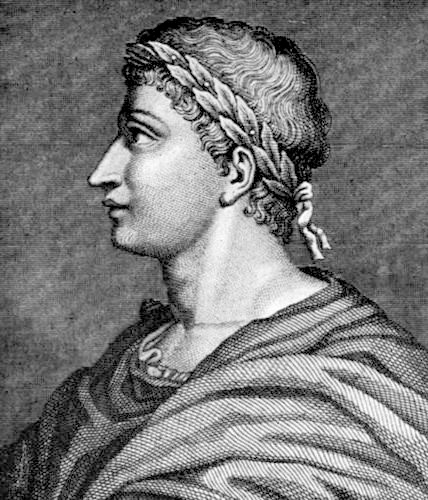
Поет Овідій переживав за свою кохану, Корінну. Вона зробила аборт, ризикуючи власним життям:
Плоду, що в лоні вже зрів, позбувшись так нерозважно,
Зблідла Корінна лежить - бореться смерть із життям.
Рішення те, небезпечний свій намір, ховала від мене;
Гнівом по праву киплю, та переважує страх.

Аборти за римським правом не були заборонені, і лише певні обставини могли зробити їх караними з правової точки зору. Аборт не вважався злочином проти майбутнього життя, якщо чоловік чи батько жінки давали на нього згоду.
У 200 році н.е. був виданий рескрипт, у якому зазначалося про тимчасове заслання для жінки, яка зробила аборт без дозволу чоловіка як покарання для неї через те, що вона відмовила чоловіку в праві на народження законних спадкоємців. Жорсткіше покарання отримували помічники – «отруювачі» та особи, що здійснювали аборти, були заслані на примусові роботи на рудники, якщо їхні дії закінчувалися смертю жінки.
Часто аборти здійснювали для контролю числа членів родини та приховання позашлюбних зв’язків. У давньоримській літературі піддавалися критиці ті жінки, що прийняли рішення зробити аборт. Наприклад, Овідій бачив в абортах припинення людського роду: «Певно, до пня вже б давно вигинув рід наш людський». Поет пише про небезпеку для здоров’я та життя для самої жінки: «Часто, вбиваючи плід, гине убивця сама».
У літературних джерелах особисті чи соціальні труднощі, які часто спонукали жінок зробити аборт, не обговорюються найімовірніше через те, що обурення римських авторів стосувалося винятково жінок, що належали до вищого суспільства. Вони переривали вагітність, щоб зберегти фігуру та привабливість.
Аборти здійснювали як і професійні лікарі, так і непрофесійні абортмахери. Лікарі Стародавнього Риму знали багато способів і методів переривання вагітності. Ймовірно, було відомо близько двохсот способів, із яких більшість була ефективна. У літературних джерелах Ранньої Римської імперії збереглися згадки про аборти, наслідки для здоров’я жінки. Наприклад, у творах Сорана Ефеського й Плінія Старшого описані практичні поради й рецепти для переривання вагітності. Одним із найбільш розповсюджених способів було застосування фізичного навантаження – різкі рухи чи підняття важких предметів. Якщо це не спрацьовувало, то використовували сильні проносні засоби, вводили суміші у вигляді свічок чи пероральних розчинів, приймали спеціальні ванни чи клізми з особливими мікстурами. Також проводилися хірургічні втручання з допомогою металевих зондів.